# AMD Opteron
Athlon MP Epyc

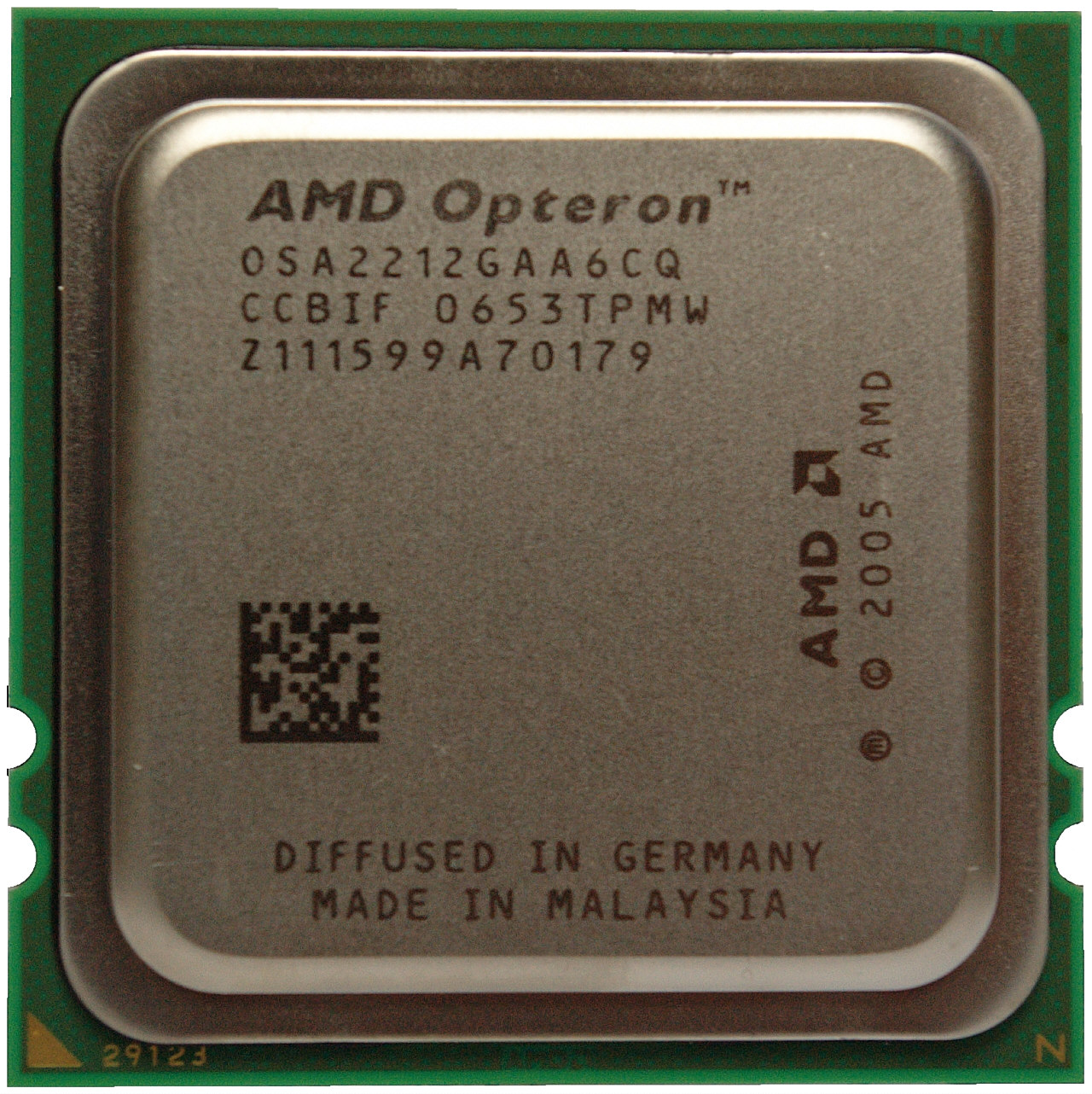
Un processeur AMD Opteron.

Opteron est une marque commerciale d'AMD pour les microprocesseurs x86 conçus pour les stations de travail et les serveurs informatiques. Elle est apparue le 22 avril 2003 avec le coeur Sledgehammer à architecture K8. Après avoir été un simple cœur, puis à double cœur, en 2013 la majorité des Opterons produits par AMD ont 6 cœurs. Ces derniers sont dérivés de l'architecture K10 du fondeur. Aujourd'hui, les Opterons peuvent comporter jusqu'à 16 cœurs. 
À l'instar de l'Athlon 64 et du Phenom, les Opteron disposent d'un contrôleur mémoire intégré et du bus HyperTransport.
Sur le terrain, l'Opteron d'AMD se situe face au Xeon du fondeur Intel.

## Numérotation

### Opteron solo et dual-core - XYY
Le système de numérotation est très basique. Il porte sur deux références et les valeurs se succèdent par nombres pairs (10, 12, 14…) pour les mono-cœurs. L'avènement des Opteron dual-core modifie la succession des versions qui se suivent de 5 en 5 (60, 65, 70…).
- X indique le nombre de CPU

100 : mono-CPU

200 : bi-CPU

800 : jusqu'à 8 CPU

- YY indique le niveau de performance au sein de la série

HE (High Efficiency) : version haute performance (55 W) 

EE (Energy Efficiency) : version basse consommation (30 W) 

### Opteron seconde et troisième génération - XYZZ / ZYXX
L'arrivée des Opteron de seconde génération s'accompagne d'une modification de la nomenclature qui rajoute une troisième référence : le socket (soit la génération du processeur). Cette nouvelle numérotation semble s'inscrire dans une perspective de plus long terme. Elle marque enfin le retour des successions par nombre pair (52, 54, 56…). Le terme HE subsiste auquel se rajoute une dénomination SE.
- X / Z indique le nombre de CPU

1000 : mono-CPU

2000 : bi-CPU

8000 : jusqu'à 8 CPU

- Y indique la génération du socket

-200 : socket F

-300 : socket F+

- ZZ / XX indique le niveau de performance au sein de la série

SE : version haute performance (120 à 125 W)

HE (High Efficiency) : version basse consommation (65 / 68 W) 

## Opteron (130 - 90 nm)
Les Opteron simple cœur socket 939, contrairement aux idées reçues, ne possèdent pas le même die que les Athlon 64 3700+, 4000+ et FX-55/57 à coeur San Diego. En effet, même si la taille du cache L2 est identique à celle du coeur San Diego, le coeur Venus lui, possède en outre, la technologie Direct Connect et surtout, un contrôleur HyperTransport sur 3 voies au lieu d'un contrôleur sur 1 voie pour les 3700+ et 4000+, et 2 voies pour les FX-57. Par ailleurs, on remarquera que le Direct Connect, en plus d'offrir des possibilités dans les solutions Multi CPU (les CPU communiquent directement entre eux sans passer par un chipset) permet d'offrir une meilleure gestion des E/S et une activité plus linéaire dans le cas des processeurs Dual Core dans les applications optimisées Dual Core.
Sur les Opteron socket 939 (et socket 940 bien évidemment), le Direct Connect succède au contrôleur mémoire au sein du CPU sur un seul canal 128 bits au lieu de 2 canaux 64 bits pour les Athlon 64 socket 939 en configuration dual channel.

### SledgeHammer
| Modèle                       | Nb. cœurs | Fréquence | Cache L1   | Cache L2 | Révision   | Tension      | TDP           | HyperTransport | Socket | Commercialisation |
| ---------------------------- | --------- | --------- | ---------- | -------- | ---------- | ------------ | ------------- | -------------- | ------ | ----------------- |
| Opteron série 100/200/800    |           |           |            |          |            |              |               |                |        |                   |
| x50                          | 1         | 2,40 GHz  | 2 × 64 Kio | 1 Mio    | CG         | 1,5 V        | 89 W          |                | 940    | 18 mai 2004       |
| x48                          | 1         | 2,20 GHz  | 2 × 64 Kio | 1 Mio    | C0 - CG    | 1,5 V        | 89 W          |                | 940    | 17 novembre 2003  |
| x46                          | 1         | 2,00 GHz  | 2 × 64 Kio | 1 Mio    | C0 - CG    | 1,5 V        | 89 W          |                | 940    | 9 septembre 2003  |
| x44                          | 1         | 1,80 GHz  | 2 × 64 Kio | 1 Mio    | B3 C0 - CG | 1,55 V 1,5 V | 84,7 W 82,1 W |                | 940    | 30 juin 2003      |
| x42                          | 1         | 1,60 GHz  | 2 × 64 Kio | 1 Mio    | B3 C0 - CG | 1,55 V 1,5 V | 84,7 W 82,1 W |                | 940    | 30 juin 2003      |
| x40                          | 1         | 1,40 GHz  | 2 × 64 Kio | 1 Mio    | B3 C0 - CG | 1,55 V 1,5 V | 84,7 W 82,1 W |                | 940    | 30 juin 2003      |
| Opteron série 100/200/800 HE |           |           |            |          |            |              |               |                |        |                   |
| x46 HE                       | 1         | 2,00 GHz  | 2 × 64 Kio | 1 Mio    | CG         | 1,3 V        | 55 W          |                | 940    | 17 février 2004   |
| Opteron série 100/200/800 EE |           |           |            |          |            |              |               |                |        |                   |
| x40 EE                       | 1         | 1,40 GHz  | 2 × 64 Kio | 1 Mio    | CG         | 1,15 V       | 30 W          |                | 940    | 17 février 2004   |

### Venus (1yy)
| Modèle               | Nb. cœurs | Fréquence | Cache L1   | Cache L2 | Révision | Tension       | TDP          | HyperTransport | Socket  | Commercialisation |
| -------------------- | --------- | --------- | ---------- | -------- | -------- | ------------- | ------------ | -------------- | ------- | ----------------- |
| Opteron série 100    |           |           |            |          |          |               |              |                |         |                   |
| 156                  | 1         | 3,0 GHz   | 2 × 64 Kio | 1 Mio    | E4       | 1,30 - 1,35 V | 104 W        |                | 939     | 2 août 2005       |
| 154                  | 1         | 2,8 GHz   | 2 × 64 Kio | 1 Mio    | E4       | 1,35 - 1,40 V | 104 W        |                | 939     | 2 août 2005       |
| 152                  | 1         | 2,6 GHz   | 2 × 64 Kio | 1 Mio    | E4       | 1,35 - 1,40 V | 92,6 W 104 W |                | 940 939 | 30 avril 2005     |
| 150                  | 1         | 2,4 GHz   | 2 × 64 Kio | 1 Mio    | E4       | 1,35 - 1,40 V | 89 W 85,3 W  |                | 940 939 | 2 août 2005       |
| 148                  | 1         | 2,2 GHz   | 2 × 64 Kio | 1 Mio    | E4       | 1,35 - 1,40 V | 89 W 85,3 W  |                | 940 939 | 2 août 2005       |
| 146                  | 1         | 2,0 GHz   | 2 × 64 Kio | 1 Mio    | E4       | 1,35 - 1,40 V | 89 W 67 W    |                | 940 939 | 2 août 2005       |
| 144                  | 1         | 1,8 GHz   | 2 × 64 Kio | 1 Mio    | E4       | 1,35 - 1,40 V | 89 W 67 W    |                | 940 939 | 2 août 2005       |
| 142                  | 1         | 1,6 GHz   | 2 × 64 Kio | 1 Mio    | E4       | 1,30 - 1,35 V | 89 W         |                | 940     | 2 août 2005       |
| Opteron série 100 HE |           |           |            |          |          |               |              |                |         |                   |
| 148                  | 1         | 2,2 GHz   | 2 × 64 Kio | 1 Mio    | E4       | 1,35 - 1,40 V | 54,7 W       |                | 940     | 2 août 2005       |

### Troy (2yy), Athens (8yy)
| Modèle                   | Nb. cœurs | Fréquence | Cache L1   | Cache L2 | Révision | Tension       | TDP    | HyperTransport | Socket | Commercialisation |
| ------------------------ | --------- | --------- | ---------- | -------- | -------- | ------------- | ------ | -------------- | ------ | ----------------- |
| Opteron série 200/800    |           |           |            |          |          |               |        |                |        |                   |
| x56                      | 1         | 3,0 GHz   | 2 × 64 Kio | 1 Mio    | E4       | 1,35 - 1,40 V | 92,6 W |                | 940    |                   |
| x54                      | 1         | 2,8 GHz   | 2 × 64 Kio | 1 Mio    | E4       | 1,35 - 1,40 V | 92,6 W |                | 940    |                   |
| x52                      | 1         | 2,6 GHz   | 2 × 64 Kio | 1 Mio    | E4       | 1,35 - 1,40 V | 92,6 W |                | 940    | 14 février 2005   |
| x50                      | 1         | 2,4 GHz   | 2 × 64 Kio | 1 Mio    | E4       | 1,35 - 1,40 V | 85,3 W |                | 940    |                   |
| x48                      | 1         | 2,2 GHz   | 2 × 64 Kio | 1 Mio    | E4       | 1,35 - 1,40 V | 85,3 W |                | 940    |                   |
| x46                      | 1         | 2,0 GHz   | 2 × 64 Kio | 1 Mio    | E4       | 1,35 - 1,40 V | 85,3 W |                | 940    |                   |
| x44                      | 1         | 1,8 GHz   | 2 × 64 Kio | 1 Mio    | E4       | 1,35 - 1,40 V | 85,3 W |                | 940    |                   |
| x42                      | 1         | 1,6 GHz   | 2 × 64 Kio | 1 Mio    | E4       | 1,35 - 1,40 V | 85,3 W |                | 940    |                   |
| Opteron série 200/800 HE |           |           |            |          |          |               |        |                |        |                   |
| x50 HE                   | 1         | 2,4 GHz   | 2 × 64 Kio | 1 Mio    | E4       | 1,35 - 1,40 V | 54,7 W |                | 940    |                   |
| x48 HE                   | 1         | 2,2 GHz   | 2 × 64 Kio | 1 Mio    | E4       | 1,35 - 1,40 V | 54,7 W |                | 940    |                   |
| x46 HE                   | 1         | 2,0 GHz   | 2 × 64 Kio | 1 Mio    | E4       | 1,35 - 1,40 V | 54,7 W |                | 940    |                   |

## Opteron dual-core (90 nm)

### Denmark (1yy)
| Modèle            | Nb. cœurs | Fréquence | Cache L1   | Cache L2  | Révision | Tension       | TDP   | HyperTransport | Socket    | Commercialisation |
| ----------------- | --------- | --------- | ---------- | --------- | -------- | ------------- | ----- | -------------- | --------- | ----------------- |
| Opteron série 100 |           |           |            |           |          |               |       |                |           |                   |
| 185               | 2         | 2,6 GHz   | 4 × 64 Kio | 2 × 1 Mio | E6       | 1,35 - 1,40 V | 110 W |                | 939 / 940 | 6 mars 2006       |
| 180               | 2         | 2,4 GHz   | 4 × 64 Kio | 2 × 1 Mio | E6       | 1,35 - 1,40 V | 110 W |                | 939 / 940 | 6 mars 2006       |
| 175               | 2         | 2,2 GHz   | 4 × 64 Kio | 2 × 1 Mio | E6       | 1,35 - 1,40 V | 110 W |                | 939 / 940 | 6 mars 2006       |
| 170               | 2         | 2,0 GHz   | 4 × 64 Kio | 2 × 1 Mio | E6       | 1,35 - 1,40 V | 110 W |                | 939 / 940 | 6 mars 2006       |
| 165               | 2         | 1,8 GHz   | 4 × 64 Kio | 2 × 1 Mio | E6       | 1,35 - 1,40 V | 110 W |                | 939 / 940 | 6 mars 2006       |
| 160               | 2         | 1,6 GHz   | 4 × 64 Kio | 2 × 1 Mio | E6       | 1,35 - 1,40 V | 110 W |                | 939 / 940 | 6 mars 2006       |

### Italy (2yy), Egypt (8yy)
| Modèle                   | Nb. cœurs | Fréquence | Cache L1   | Cache L2  | Révision | Tension       | TDP  | HyperTransport | Socket | Commercialisation |
| ------------------------ | --------- | --------- | ---------- | --------- | -------- | ------------- | ---- | -------------- | ------ | ----------------- |
| Opteron série 200/800    |           |           |            |           |          |               |      |                |        |                   |
| x90                      | 2         | 2,80 GHz  | 4 × 64 Kio | 2 × 1 Mio | E6       | 1,30 - 1,35 V | 95 W |                | 940    |                   |
| x85                      | 2         | 2,60 GHz  | 4 × 64 Kio | 2 × 1 Mio | E6       | 1,30 - 1,35 V | 95 W |                | 940    | 6 mars 2006       |
| x80                      | 2         | 2,40 GHz  | 4 × 64 Kio | 2 × 1 Mio | E6       | 1,30 - 1,35 V | 95 W |                | 940    | 26 septembre 2005 |
| x75                      | 2         | 2,20 GHz  | 4 × 64 Kio | 2 × 1 Mio | E6       | 1,30 - 1,35 V | 95 W |                | 940    |                   |
| x70                      | 2         | 2,00 GHz  | 4 × 64 Kio | 2 × 1 Mio | E6       | 1,30 - 1,35 V | 95 W |                | 940    |                   |
| x65                      | 2         | 1,80 GHz  | 4 × 64 Kio | 2 × 1 Mio | E6       | 1,30 - 1,35 V | 95 W |                | 940    |                   |
| Opteron série 200/800 HE |           |           |            |           |          |               |      |                |        |                   |
| x75 HE                   | 2         | 2,20 GHz  | 4 × 64 Kio | 2 × 1 Mio | E6       | 1,15 - 1,20 V | 55 W |                | 940    |                   |
| x70 HE                   | 2         | 2,00 GHz  | 4 × 64 Kio | 2 × 1 Mio | E6       | 1,15 - 1,20 V | 55 W |                | 940    |                   |
| x65 HE                   | 2         | 1,80 GHz  | 4 × 64 Kio | 2 × 1 Mio | E6       | 1,15 - 1,20 V | 55 W |                | 940    |                   |
| x60 HE                   | 2         | 1,60 GHz  | 4 × 64 Kio | 2 × 1 Mio | E6       | 1,15 - 1,20 V | 55 W |                | 940    |                   |

## Opteron - Seconde génération (90 nm)
Gestion de la mémoire DDR2

### Santa Ana (12yy)
| Modèle                | Nb. cœurs | Fréquence | Cache L1        | Cache L2  | Révision | Tension       | TDP   | HyperTransport | Socket | Commercialisation |
| --------------------- | --------- | --------- | --------------- | --------- | -------- | ------------- | ----- | -------------- | ------ | ----------------- |
| Opteron série 1000 SE |           |           |                 |           |          |               |       |                |        |                   |
| 1222 SE               | 2         | 3,0 GHz   | 2 x (64+64) Kio | 2 x 1 Mio | F2 - F3  | 1,35 - 1,40 V | 125 W |                | AM2    | 15 août 2006      |
| 1220 SE               | 2         | 2,8 GHz   | 2 x (64+64) Kio | 2 x 1 Mio | F2 - F3  | 1,35 - 1,40 V | 125 W |                | AM2    | 15 août 2006      |
| Opteron série 1000    |           |           |                 |           |          |               |       |                |        |                   |
| 1222                  | 2         | 3,0 GHz   | 4 × 64 Kio      | 2 × 1 Mio | F2 - F3  | 1,30 - 1,35 V | 103 W |                | AM2    | 15 août 2006      |
| 1220                  | 2         | 2,8 GHz   | 4 × 64 Kio      | 2 × 1 Mio | F2 - F3  | 1,30 - 1,35 V | 103 W |                | AM2    | 15 août 2006      |
| 1218                  | 2         | 2,6 GHz   | 4 × 64 Kio      | 2 × 1 Mio | F2 - F3  | 1,30 - 1,35 V | 103 W |                | AM2    | 15 août 2006      |
| 1216                  | 2         | 2,4 GHz   | 4 × 64 Kio      | 2 × 1 Mio | F2 - F3  | 1,30 - 1,35 V | 103 W |                | AM2    | 15 août 2006      |
| 1214                  | 2         | 2,2 GHz   | 4 × 64 Kio      | 2 × 1 Mio | F2 - F3  | 1,30 - 1,35 V | 103 W |                | AM2    | 15 août 2006      |
| 1212                  | 2         | 2,0 GHz   | 4 × 64 Kio      | 2 × 1 Mio | F2 - F3  | 1,30 - 1,35 V | 103 W |                | AM2    | 15 août 2006      |
| 1210                  | 2         | 1,8 GHz   | 4 × 64 Kio      | 2 × 1 Mio | F2 - F3  | 1,30 - 1,35 V | 103 W |                | AM2    | 15 août 2006      |
| Opteron série 1000 HE |           |           |                 |           |          |               |       |                |        |                   |
| 1218 HE               | 2         | 2,6 GHz   | 4 × 64 Kio      | 2 × 1 Mio | F3       | 1,20 - 1,25 V | 65 W  |                | AM2    | 15 août 2006      |
| 1216 HE               | 2         | 2,4 GHz   | 4 × 64 Kio      | 2 × 1 Mio | F3       | 1,20 - 1,25 V | 65 W  |                | AM2    | 15 août 2006      |
| 1214 HE               | 2         | 2,2 GHz   | 4 × 64 Kio      | 2 × 1 Mio | F3       | 1,20 - 1,25 V | 65 W  |                | AM2    | 15 août 2006      |
| 1212 HE               | 2         | 2,0 GHz   | 4 × 64 Kio      | 2 × 1 Mio | F3       | 1,20 - 1,25 V | 65 W  |                | AM2    | 15 août 2006      |
| 1210 HE               | 2         | 1,8 GHz   | 4 × 64 Kio      | 2 × 1 Mio | F3       | 1,20 - 1,25 V | 65 W  |                | AM2    | 15 août 2006      |

### Santa Rosa (22yy, 82yy)
| Modèle                     | Nb. Cœurs | Fréquence | Cache L1   | Cache L2  | Révision | Tension                       | TDP   | HyperTransport | Socket | Commercialisation |
| -------------------------- | --------- | --------- | ---------- | --------- | -------- | ----------------------------- | ----- | -------------- | ------ | ----------------- |
| Opteron série 2000/8000 SE |           |           |            |           |          |                               |       |                |        |                   |
| x224 SE                    | 2         | 3,2 GHz   | 4 × 64 Kio | 2 × 1 Mio | F3       | 1,325 - 1,35 - 1,375 - 1,40 V | 120 W | 2000 MT/s      | F      |                   |
| x222 SE                    | 2         | 3,0 GHz   | 4 × 64 Kio | 2 × 1 Mio | F3       | 1,325 - 1,375 V               | 120 W | 2000 MT/s      | F      |                   |
| x220 SE                    | 2         | 2,8 GHz   | 4 × 64 Kio | 2 × 1 Mio | F2 - F3  | 1,325 - 1,375 V               | 120 W | 2000 MT/s      | F      | 15 août 2006      |
| Opteron série 2000/8000    |           |           |            |           |          |                               |       |                |        |                   |
| x222                       | 2         | 3,0 GHz   | 4 × 64 Kio | 2 × 1 Mio | F3       | 1,30 - 1,35 V                 | 95 W  | 2000 MT/s      | F      |                   |
| x220                       | 2         | 2,8 GHz   | 4 × 64 Kio | 2 × 1 Mio | F2 - F3  | 1,30 - 1,35 V                 | 95 W  | 2000 MT/s      | F      | 7 février 2007    |
| x218                       | 2         | 2,6 GHz   | 4 × 64 Kio | 2 × 1 Mio | F2 - F3  | 1,30 - 1,35 V                 | 95 W  | 2000 MT/s      | F      | 15 août 2006      |
| x216                       | 2         | 2,4 GHz   | 4 × 64 Kio | 2 × 1 Mio | F2 - F3  | 1,30 - 1,35 V                 | 95 W  | 2000 MT/s      | F      |                   |
| x214                       | 2         | 2,2 GHz   | 4 × 64 Kio | 2 × 1 Mio | F2 - F3  | 1,30 - 1,35 V                 | 95 W  | 2000 MT/s      | F      |                   |
| x212                       | 2         | 2,0 GHz   | 4 × 64 Kio | 2 × 1 Mio | F2 - F3  | 1,30 - 1,35 V                 | 95 W  | 2000 MT/s      | F      |                   |
| 2210                       | 2         | 1,8 GHz   | 4 × 64 Kio | 2 × 1 Mio | F2 - F3  | 1,30 - 1,35 V                 | 95 W  | 2000 MT/s      | F      |                   |
| Opteron série 2000/8000 HE |           |           |            |           |          |                               |       |                |        |                   |
| x218 HE                    | 2         | 2,6 GHz   | 4 × 64 Kio | 2 × 1 Mio | F3       | 1,20 - 1,25 V                 | 68 W  | 2000 MT/s      | F      | 7 février 2007    |
| x216 HE                    | 2         | 2,4 GHz   | 4 × 64 Kio | 2 × 1 Mio | F2 - F3  | 1,20 - 1,25 V                 | 68 W  | 2000 MT/s      | F      |                   |
| x214 HE                    | 2         | 2,2 GHz   | 4 × 64 Kio | 2 × 1 Mio | F2 - F3  | 1,20 - 1,25 V                 | 68 W  | 2000 MT/s      | F      |                   |
| x212 HE                    | 2         | 2,0 GHz   | 4 × 64 Kio | 2 × 1 Mio | F2 - F3  | 1,20 - 1,25 V                 | 68 W  | 2000 MT/s      | F      |                   |
| 2210 HE                    | 2         | 1,8 GHz   | 4 × 64 Kio | 2 × 1 Mio | F2 - F3  | 1,20 - 1,25 V                 | 68 W  | 2000 MT/s      | F      |                   |

## Opteron - Troisième génération (65-45 nm)
La commercialisation de l'architecture K10 annonce l'arrivée de la 3e génération d'Opteron. Elle se caractérise par une structure quad-core et d'un cache L3. Les premières versions ont été, à l'image des Phenoms, sujettes au bug du TLB. La révision B3 des Opteron Barcelona s'est accompagnée de l'apparition de nouveaux modèles HE bénéficiant d'un TDP réduit.

### Plate-forme

#### Fiorano
AMD a profité du lancement de ses nouveaux chipsets SR56x0 pour dévoiler une plate-forme 100 % AMD. La plate-forme Fiorano s'organise ainsi autour d'un northbridge SR56x0 et d'un southbrige SB5100 et se destine uniquement aux Opterons compatibles avec le socket F. Trois modèles de chipsets sont prévus : AMD SR5650, SR5670 et SR5690. Ils peuvent supporter jusqu'à 42 liens PCI Express 2.0, couplés par deux leur nombre peut être porté à 84 liens. Mais surtout ils apportent la gestion du PCI Express 2.0, et du bus HyperTransport 3.0. Ils intègrent aussi une amélioration de la technologie de virtualisation (AMD-Vi) qui permet désormais de virtualiser des périphériques (technologie IOMMU, équivalent de la technologie VT-d chez Intel). Cette plate-forme n'est pas une nouveauté, bien qu'elle offre de nombreuses améliorations, mais permet surtout de combler la gamme en attendant les prochains Opterons pour socket G34.

### La gamme

#### Barcelona (23yy, 83yy)
| Modèle                     | Nb. Cœurs | Fréquence | Cache L1    | Cache L2    | Cache L3 | Révision | Tension | TDP       | HyperTransport | Socket | Commercialisation              |
| -------------------------- | --------- | --------- | ----------- | ----------- | -------- | -------- | ------- | --------- | -------------- | ------ | ------------------------------ |
| Opteron série 2000/8000 SE |           |           |             |             |          |          |         |           |                |        |                                |
| x360 SE                    | 4         | 2,5 GHz   | 4 × 128 Kio | 4 × 512 Kio | 2 Mio    | B2       |         |           |                | F+     | 10 juin 2007                   |
| x358 SE                    | 4         | 2,4 GHz   | 4 × 128 Kio | 4 × 512 Kio | 2 Mio    | B2       |         |           |                | F+     | 10 juin 2007                   |
| Opteron série 2000/8000    |           |           |             |             |          |          |         |           |                |        |                                |
| x356                       | 4         | 2,3 GHz   | 4 × 128 Kio | 4 × 512 Kio | 2 Mio    | B3       | 1,2 V   | 115 W     |                | F+     | 9 avril 2008                   |
| x350                       | 4         | 2,0 GHz   | 4 × 128 Kio | 4 × 512 Kio | 2 Mio    | B2       | 1,2 V   | 95 W      |                | F+     | 10 septembre 2007              |
| x347                       | 4         | 1,9 GHz   | 4 × 128 Kio | 4 × 512 Kio | 2 Mio    | B2       | 1,2 V   | 95 W      |                | F+     | 10 septembre 2007              |
| Opteron série 2000/8000 HE |           |           |             |             |          |          |         |           |                |        |                                |
| x347 HE                    | 4         | 1,9 GHz   | 4 × 128 Kio | 4 × 512 Kio | 2 Mio    | B3 B2    | 1,15 V  | 55 W 68 W |                | F+     | 9 avril 2008 10 septembre 2007 |
| x346 HE                    | 4         | 1,8 GHz   | 4 × 128 Kio | 4 × 512 Kio | 2 Mio    | B3 B2    | 1,15 V  | 55 W 68 W |                | F+     | 9 avril 2008 10 septembre 2007 |
| x344 HE                    | 4         | 1,7 GHz   | 4 × 128 Kio | 4 × 512 Kio | 2 Mio    | B3 B2    | 1,15 V  | 55 W 68 W |                | F+     | 9 avril 2008 10 septembre 2007 |

#### Shanghaï - Istanbul
| Modèle            | Cœurs | Fréquence | Fréquence          | Cache       | Cache       | Cache | Révision | Tension | TDP   | HyperTransport | Socket | Référence                   | Commercialisation |
| Modèle            | Cœurs | Cœur      | Contrôleur mémoire | L1          | L2          | L3    | Révision | Tension | TDP   | HyperTransport | Socket | Référence                   | Commercialisation |
| ----------------- | ----- | --------- | ------------------ | ----------- | ----------- | ----- | -------- | ------- | ----- | -------------- | ------ | --------------------------- | ----------------- |
| Opteron 8/24xx SE |       |           |                    |             |             |       |          |         |       |                |        |                             |                   |
| 8439 SE 2439 SE   | 6     | 2,8 GHz   | 2,2 GHz            | 6 × 128 kio | 6 × 512 kio | 6 Mio | D0       | 1,3 V   | 137 W | 4,8 GHz        | F      | OS8439YDS6DGN OS2439YDS6DGN | 13 juillet 2009   |
| Opteron 8/24xx HE |       |           |                    |             |             |       |          |         |       |                |        |                             |                   |
| 8425 HE 2425 HE   | 6     | 2,1 GHz   | 2,2 GHz            | 6 × 128 kio | 6 × 512 kio | 6 Mio | D0       | 1,3 V   | 79 W  | 4,8 GHz        | F      | OS8425PDS6DGN OS2425PDS6DGN | 13 juillet 2009   |
| 2423 HE           | 6     | 2,0 GHz   | 2,2 GHz            | 6 × 128 kio | 6 × 512 kio | 6 Mio | D0       | 1,3 V   | 79 W  | 4,8 GHz        | F      | OS2423PDS6DGN               | 13 juillet 2009   |
| Opteron 8/24xx EE |       |           |                    |             |             |       |          |         |       |                |        |                             |                   |
| 2419 EE           | 6     | 1,8 GHz   | 2,0 GHz            | 6 × 128 kio | 6 × 512 kio | 6 Mio | D0       | 1,125 V | 60 W  | 4,8 GHz        | F      | OS2419NBS6DGN               | 31 août 2009      |
| Opteron 8/24xx    |       |           |                    |             |             |       |          |         |       |                |        |                             |                   |
| 8435 2435         | 6     | 2,4 GHz   | 2,2 GHz            | 6 × 128 kio | 6 × 512 kio | 6 Mio | D0       | 1,3 V   | 115 W | 4,8 GHz        | F      | OS8435WJS6DGN OS2435WJS6DGN | 1er juin 2009     |
| 8431 2431         | 6     | 2,4 GHz   | 2,2 GHz            | 6 × 128 kio | 6 × 512 kio | 6 Mio | D0       | 1,3 V   | 115 W | 4,8 GHz        | F      | OS8431WJS6DGN OS2431WJS6DGN | 1er juin 2009     |
| 2427              | 6     | 2,2 GHz   | 2,2 GHz            | 6 × 128 kio | 6 × 512 kio | 6 Mio | D0       | 1,3 V   | 115 W | 4,8 GHz        | F      | OS2427WJS6DGN               | 1er juin 2009     |

#### Magny-Cours
Magny-Cours est le premier modèle dodéca-cœurs (disposant de 12 cœurs) cependant les cœurs ne sont pas natifs, mais résultent de l'assemblage de deux dies Istanbul ce qui est une première, car AMD a toujours préféré s'intéresser à une gestion native du multi-cœurs. En outre, ce nouveau modèle est conçu pour ne pas consommer davantage qu'un cœur Istanbul grâce à des fréquences plus basses et l'optimisation de la consommation. De par sa configuration, il utilisera un nouveau socket nommé G34 (1974 pins) qui composera la prochaine plate-forme Maranello avec les prochains chipsets AMD 800. Bien qu'il bénéficie de 12 Mio de cache L3, 2 Mio sont dédiés à l'HT-assist.
| Modèle       | Cœurs | Fréquence     | Cache L1     | Cache L2     | Cache L3  | Révision | Tension | TDP        | HyperTransport | Socket | Commercialisation |
| ------------ | ----- | ------------- | ------------ | ------------ | --------- | -------- | ------- | ---------- | -------------- | ------ | ----------------- |
| Opteron 6xxx |       |               |              |              |           |          |         |            |                |        |                   |
|              | 2 × 6 | 1,7 à 2,3 GHz | 12 × 128 kio | 12 × 512 kio | 2 × 6 Mio |          |         | 65 à 115 W | 3,2 GHz        | G34    | 1er trim. 2010    |
|              | 2 × 4 | 1,8 à 2,4 GHz | 8 × 128 kio  | 8 × 512 kio  | 2 × 6 Mio |          |         | 65 à 137 W | 3,2 GHz        | G34    | 1er trim. 2010    |

## 32 nm
Les Opteron utilisant l'architecture Bulldozer sont attendus pour 2011.

### Valencia
4 à 8 cœurs.

### Interlagos
8 à 16 cœurs, utilisant deux dies Valencia.